# Cnemaspis karsticola
Cnemaspis karsticola là một loài thằn lằn trong họ Gekkonidae. Loài này được Grismer, Grismer, Wood & Chan mô tả khoa học đầu tiên năm 2008.